# Ecoporanga
Ecoporanga là một đô thị thuộc bang Espírito Santo, Brasil. Đô thị này có diện tích 2283,233 km², dân số năm 2007 là 22162 người, mật độ 9,71 người/km².